# きぬか怪(ケ)さん
きぬか怪(ケ)さん（きぬかけさん）は、京都市北西部にある市道きぬかけの路のマスコットキャラクターである。

## 概要
「きぬかけの路」の由来にもなっている「衣笠山 (京都府)」の命名については、大きく分けて裏と表の二つの逸話が存在する。

（表）その昔、第59代宇多天皇が真夏に雪景色を見たいと山に白絹をかけ、雪山に見立てたという風流な故事。

（裏）その昔、埋葬の地とされていた衣笠山山麓。白絹をかけて埋葬された亡骸が絹の笠のように見えたという不気味な故事。

「きぬか怪さん」は裏の逸話から生み出された妖怪キャラクター。

## プロフィール
- 名前 - きぬか怪(ケ)さん
- 生年 - 894年（寛平6年）
- 性別 - 男
- 性格 - 気分屋
- 口癖 - 「やにこい」「しょうもない」「年下のくせに」[4]
- 特性 - きぬかけの路周辺で稀に出没し名前を呼びかけると近づいてくる